# 司原逐冀
司原逐冀是一位中国艺术家，作品有《梦与骨》、《数字爆破》、《通天塔》等。他的作品常以死亡、密集物体以及伦理禁忌为题材。

## 履历
2019年清明节他将亡父遗骨挖出，并赤身裸体与其合照，引发争议。多数评论者认为是侮辱先人、违背公序良俗的博眼球行为，但也有部分评论者认为可以降低大众对于死亡的恐惧和禁忌。
2022年新冠疫情期间他將一部微型攝像機放進嘴裏，記錄每一次核酸检测「被捅」的過程。